# Sceloporus olivaceus
Sceloporus olivaceus este o specie de șopârle din genul Sceloporus, familia Phrynosomatidae, descrisă de Smith 1934. A fost clasificată de IUCN ca specie cu risc scăzut. Conform Catalogue of Life specia Sceloporus olivaceus nu are subspecii cunoscute.